# 国丈
國丈是指君主的岳父，一般只有正室之父才會稱為國丈，但有時少數寵妃的父親也被尊稱為國丈，但此並不符合禮制，因華夏傳統上妾家並非夫之姻親。按照漢字文化圈傳統宗法制度，皇室只承認父系，國丈屬於妻系親族，不屬皇族，而是外戚。